# Uniwersytet Umm al-Kura
Uniwersytet Umm al-Kura (arab. ‏جامعة أم القرى‎) – saudyjski uniwersytet mieszczący się w Mekce. Uczelnia została założona w 1941 roku, początkowo oferowała kształcenie wyłącznie pod względem islamistyki oraz arabistyki, z czasem rozszerzając swoją ofertę o medycynę, a także o kierunki ekonomiczne i inżynieryjne. W 1981 roku uczelnię przekształcono w uniwersytet.